# Feria de defensa
Las ferias internacionales en materia de defensa son lugares donde se exhiben los últimos adelantos tecnológicos de guerra. 
Acuden a estas ferias, los diferentes agregados de defensa de las embajadas acreditadas en el país en donde se desarrolla la feria, además de los invitados especiales, que suelen ser aquellas personas que toman las primeras decisiones, mas no las definitivas, en las adquisiciones.
Las guerras, seguidas de cerca por periodistas y comentaristas especializados de la televisión en tiempo real, impactan en la opinión pública y por ende en quienes deciden las adquisiciones de armas.
En las decisiones para la compra de armas intervienen varios sectores ligados a la defensa de los intereses y de la integridad del Estado, incluyendo el de relaciones exteriores.
- Datos: Q5858857